# Mathilde de Magdebourg
 (avril 2025).
Si vous disposez d'ouvrages ou d'articles de référence ou si vous connaissez des sites web de qualité traitant du thème abordé ici, merci de compléter l'article en donnant les références utiles à sa vérifiabilité et en les liant à la section « Notes et références ».

Mathilde de Magdebourg, en allemand Mechthild, Mechtilde ou Mechthilde von Magdeburg (probablement en 1207 dans la région de Helfta – 1283) est une religieuse et mystique du XIIIe siècle.

## Biographie
Nous n’avons aucune certitude quant à ses dates biographiques qui peuvent cependant être reconstruites avec quelque probabilité à partir d’indices dans son œuvre, recoupées avec des faits historiques.
Selon cette hypothèse, Mechthilde est née en 1207 dans la petite noblesse de la région de Helfta. Elle a sa première vision à 12 ans. Vers 1230 elle rejoint Magdebourg pour y vivre comme béguine. La même année, les dominicains et les franciscains s’installent dans cette ville.
Les béguines vivent alors une vie religieuse mais en résidant en ville, hors monastère et sans prononcer des vœux. Elles s’occupent surtout des plus démunis, marginalisés par l’essor de la culture urbaine.
Vers 1250, Mechthilde commence à écrire Das fließende Licht der Gottheit (La Lumière fluente de la divinité), peut-être pour rester par ce biais en contact avec son confesseur, le dominicain Henri de Halle, appelé alors comme lecteur à Neuruppin. Celui-ci collectionne ses écrits qui commencent aussitôt à circuler et provoquent des réactions. On trouve des traces de discussions engagées à partir de certains points dans les écrits ultérieurs de la béguine.
Vers 1260 elle se retire dans sa famille, probablement à cause d’une maladie, peut-être aussi à la suite de persécutions. C’est l’année où un synode soumet les béguines à Magdebourg à la cure d’âme des séculiers. 
Vers 1271, Mechthilde, vieille et malade, entre au monastère cistercien Sainte-Marie d'Helfta (de), alors haut-lieu de la culture monastique féminine (Gertrude de Helfta, Mechtilde de Hackeborn, Gertrude de Hackeborn). D’obédience cistercienne, sans pourtant être formellement soumis à l’ordre, le couvent est sous l’influence des dominicains de Halle où Henri vient d’être nommé. Ce dernier fait traduire en latin l’ensemble des écrits de Mechthild parus jusqu’à cette date, rassemblés en six livres. Mais le traducteur remanie la suite des textes selon des critères thématiques et en aplatissant les métaphores trop osées à son goût.
Mechthilde dicte à ses sœurs à Helfta un septième livre qui n’est pas inclus dans la traduction latine, preuve que celle-ci est établie dès son vivant. Elle meurt en 1283, hautement estimée par ses sœurs comme en témoigne l’œuvre d’une des moniales, Mechtilde de Hackeborn (Mechthild von Hackeborn).

## Son œuvre

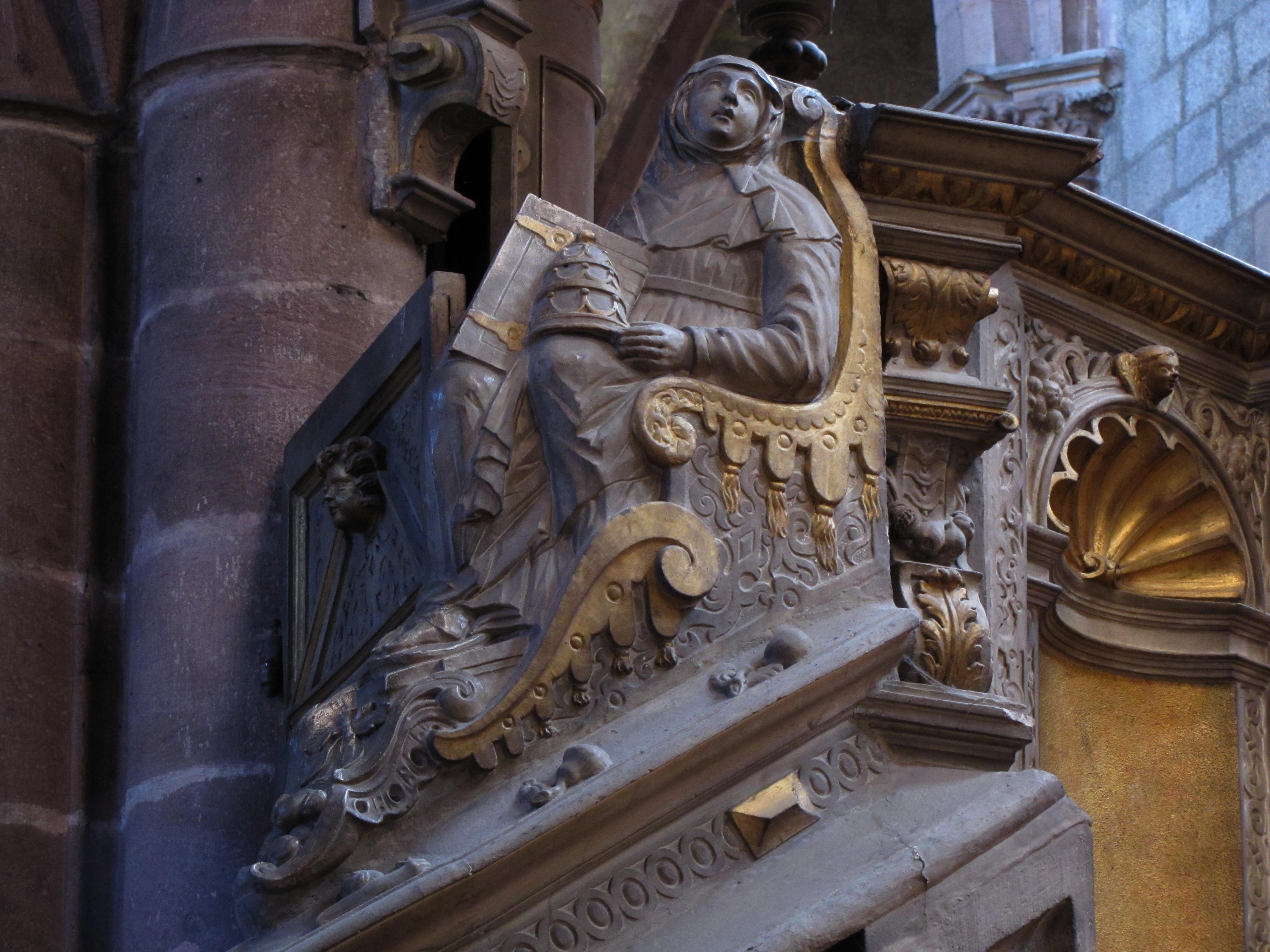
Statue de Mathilde de Magdebourg, chaire à prêcher (1619), église Saint-Georges, Sélestat, Bas-Rhin, Grand Est.

L’œuvre de Mechthilde de Magdebourg (La Lumière fluente de la divinité) se présente sous forme de sept livres avec des chapitres de longueur et de genres littéraires très différents, depuis le petit poème jusqu'au traité didactique.
Marquée par la poésie courtoise et des chants populaires, Mechthild transcrit l’enseignement religieux qu’elle reçoit, essentiellement des dominicains, dans un langage vernaculaire chatoyant, érotique, en créant des métaphores d’une grande fraîcheur, avec des associations nouvelles et inhabituelles. C’est le premier écrit en langue allemande témoignant d’expériences spirituelles personnelles. Elle forge ainsi tout un vocabulaire pour la mystique allemande postérieure.
L’œuvre de Mechthilde de Magdebourg est intéressante à plusieurs niveaux. Elle permet de mesurer l’apport linguistique de la nouvelle spiritualité, avec ses nombreux néologismes et sa haute qualité poétique. Sur le plan historique, l’écriture féminine du XIIIe siècle donne des informations sur l’évolution du statut de la femme au Moyen Âge. Au niveau de l’histoire des idées, la mise en avant d’une union avec Dieu qui se fait dans l’anéantissement de soi et en assumant l’absence de Dieu, constitue un moment assez particulier entre mystique spéculative et émergence de l’individu.

### Traduction en français
- Mechthild de Magdebourg, La Lumière fluente de la Divinité (Traduit de l’allemand par Waltraud Verlaguet), Grenoble, Jérôme Millon, 2001,  (ISBN 2-84137-117-4)

### Études en français
- Ancelet-Hustache, Jeanne, Mechtilde de Magdebourg (1207-1282). Étude de psychologie religieuse, Honoré Champion 1926.
- Waltraud Verlaguet, L’« éloignance ». La théologie de Mechthild de Magdebourg (XIIIe siècle), Peter Lang 2005,  (ISBN 978-3-03910-616-5)
- Waltraud Verlaguet, Comment suivre Dieu quand Dieu n’est pas là ? - L’éloignance de Mechthild de Magdebourg (XIIIe siècle), Cerf - Sagesses Chrétiennes 2006  (ISBN 2-204-07986-3)
- E. Zum Brunn et G. Epiney-Burgard, Femmes troubadours de Dieu, Turnhout, Brepols, 1988, p. 67-98.

### Principales éditions en allemand
- Gisela Vollmann-Profe (Hg.): Mechthild von Magdeburg, Das fließende Licht der Gottheit. (Bibliothek des Mittelalters Bd. 19) Frankfurt am Main: Deutscher Klassiker Verlag 2003. 870 S. : Leinen.   (ISBN 3-618-66190-8) (édition du manuscrit d’Einsiedeln, avec notes et traduction en allemand moderne).
- Hans Neumann (Hg.): Mechthild von Magdeburg, Das fließende Licht der Gottheit. Artemis-Verlag, Band I : Text, 1990;  Band II : Untersuchungen, 1993  (ISBN 3-7608-3400-0) (édition critique)
- Margot Schmidt, Mechthild von Magdeburg, Das fließende Licht der Gottheit. Frommann Holzboog, 1995 (traduction en allemand moderne)